# Astacus
Astacus (từ tiếng Hy Lạp cổ đại: αστακός, astacós, nghĩa là "tôm hùm" hay "tôm hùm đất") là một chi tôm nước ngọt trong họ Astacidae. Chi này có 3 loài còn sinh tồn và 3 loài tuyệt chủng đã biết.

## Các loài
Các loài xếp trong chi này lấy theo Cradall & Grave (2017)
- Astacus astacus
  - Astacus astacus astacus
  - Astacus astacus canadziae
- Astacus balcanicus
  - Astacus balcanicus balcanicus
  - Astacus balcanicus graecus
- Astacus colchicus
- †Astacus edwardsii
- †Astacus laevissimus
- †Astacus multicavatus

## Chuyển đi
Hai loài sau đây được chuyển sang chi Pontastacus và Astacus leptodactylus là một tổ hợp loài.
- Tổ hợp Astacus leptodactylus:
  - Pontastacus cubanicus = Astacus leptodactylus cubanicus
  - Pontastacus danubialis = Astacus leptodactylus caspius natio danubialis
  - Pontastacus daucinus = Astacus leptodactylus cubanicus natio danubialis
  - Pontastacus eichwaldi
    - Pontastacus eichwaldi bessarabicus = Astacus leptodactylus caspius natio bessarabicus
    - Pontastacus eichwaldi eichwaldi = Astacus leptodactylus var. caspia = Astacus leptodactyus eichwaldi

  - Pontastacus leptodactylus = Astacus leptodactylus = Astacus leptodactylus boreoorientalis = Astacus leptodactylus leptodactylus natio intermedius = Astacus leptodactylus leptodactylus natio caeareensis = Astacus angulosus
  - Pontastacus salinus = Astacus leptodactylus sartorius = Astacus salinus
- Pontastacus pachypus = Astacus pachypus = Astacus pachypus var. lacustris = Astacus caspius = Pontastacus pachypus notabilis.

## Hình ảnh

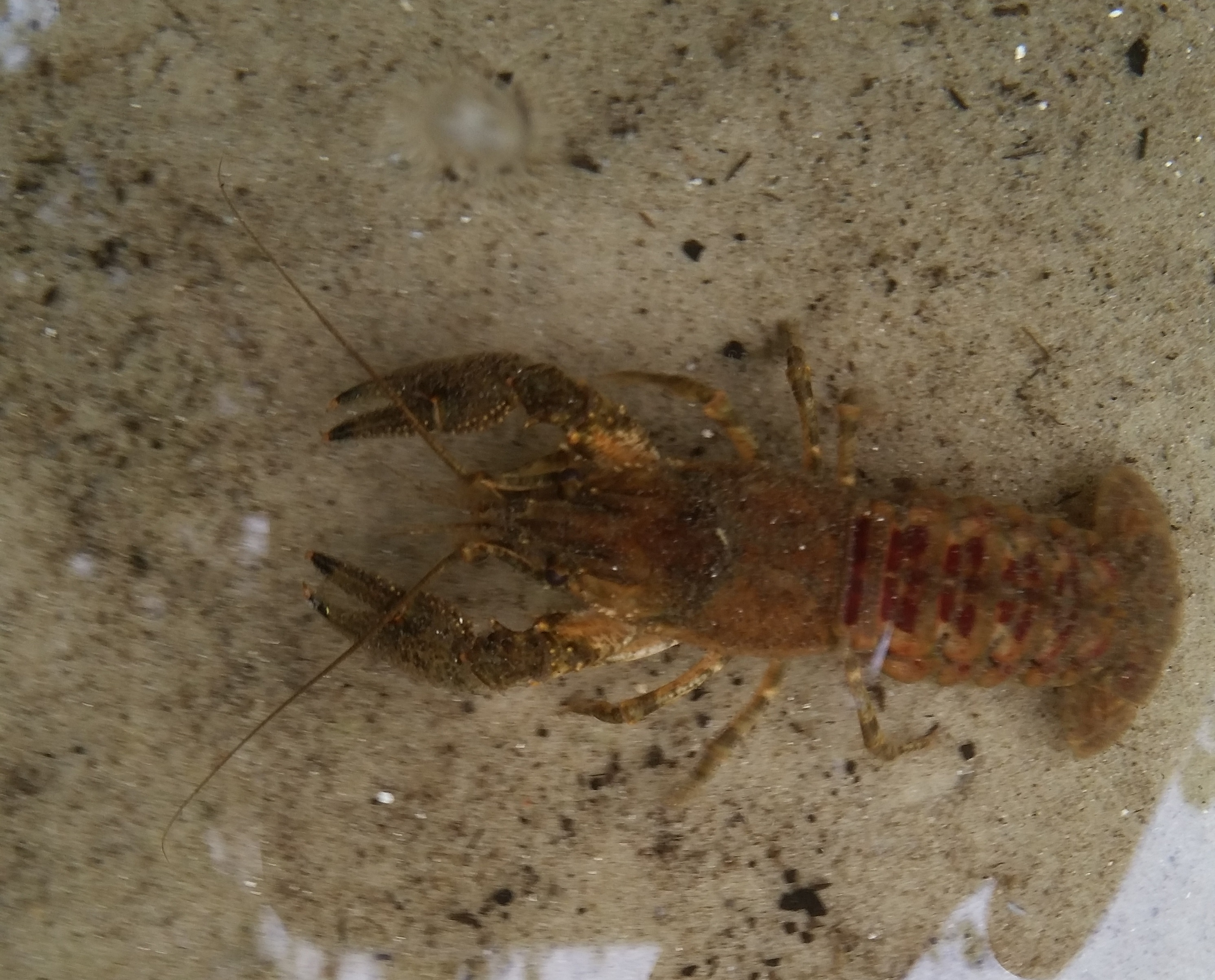
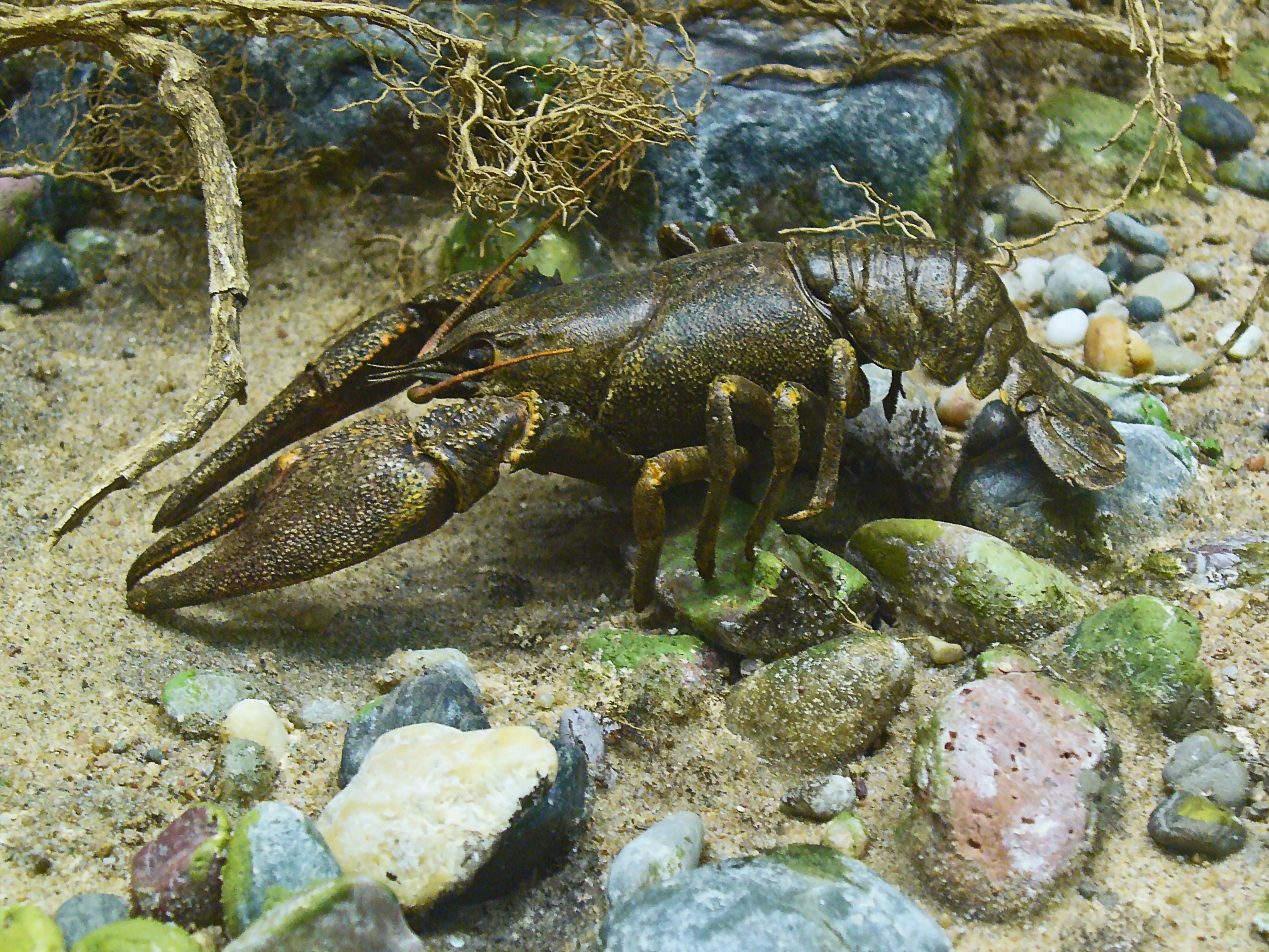
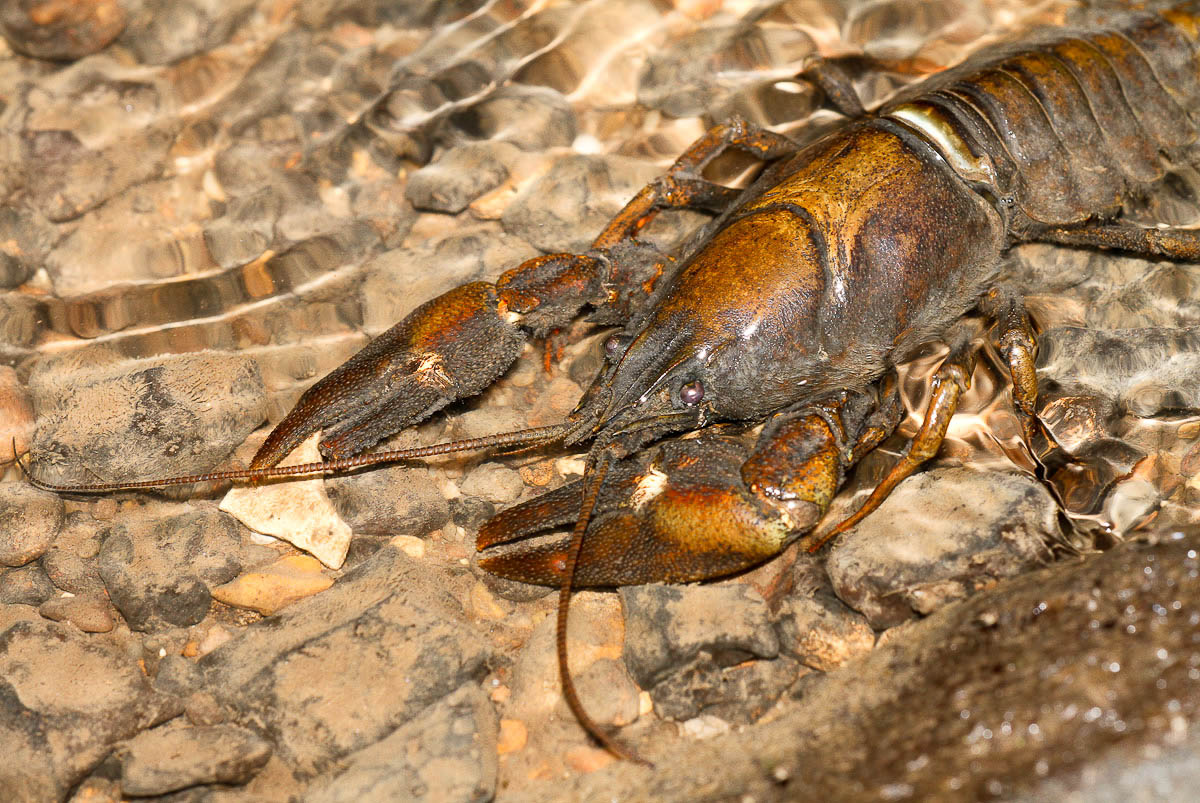
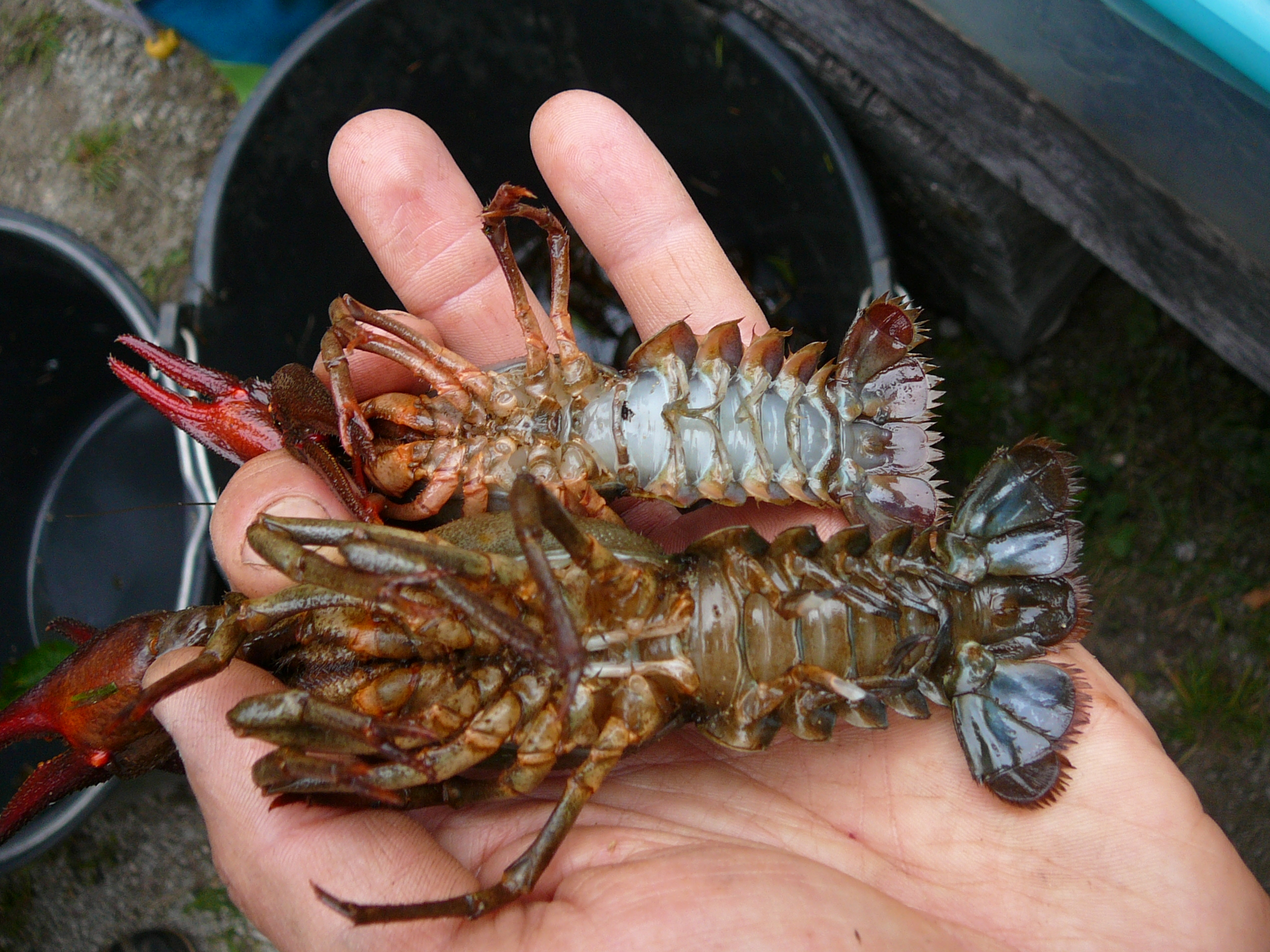